# Pierre de Coubertin
Pierre de Coubertin (París, 1 de gener de 1863 – Ginebra, 2 de setembre de 1937), nascut com Pierre de Frédy, fou un pedagog i historiador francès, conegut per ser el fundador dels Jocs Olímpics moderns.

## Biografia
Nascut a París (França) i provinent d'una família benestant. Va estudiar de 1874 a 1881 amb l'escola jesuïta de Saint-Ignace, rue de Madrid. Va aprovar el seu batxillerat en lletres el 1880 i en ciències el 1881. El pare de Coubertin, desitjava que el seu fill fos militar, però el seu temperament sensible, va xocar amb la dura disciplina de l'Escola especial militar de Saint-Cyr. Es va matricular el 1882 a l'Escola Lliure de Ciències Polítiques, on va obtenir el títol de Llicenciat en Dret el 1885.
Marxà al Regne Unit a perfeccionar els seus estudis, on conegué la singular doctrina del Cristianisme muscular, que tractava de la recerca de la perfecció espiritual per mitjà de l'esport i la higiene. Un dels més destacats seguidors d'aquesta ideologia era el pastor anglicà Thomas Arnold. Pierre es converteix en el seu deixeble. Va practicar tots els esports anglosaxons (rem, boxa, equitació i esgrima) però va ser en el tir en el que destacà, com Justinien Clary, primer president del Comitè Olímpic Francès (COF) i més tard Jean de Beaumont. Coubertin és múltiple campió francès de tir de pistola.

Simultàniament i durant tres anys, observa el pla de formació social i moral de les escoles britàniques, que considera com una de les causes del poder d'aquesta nació. De tornada a França, es va dedicar, a partir de 1887, a la millora del sistema educatiu francès inspirant-se en els exemples britànic i estatunidenc, especialment les obres dels britànics Thomas Arnold pel que fa a l'esport escolar i en particular al rugbi del qual és un apassionat. Desitjant aplicar aquest model a França com Paschal Grousset i Philippe Tissié, el mateix any va iniciar una campanya de promoció de l'esport escolar signant una sèrie de llibres i articles que insistien en la prioritat de 
| « | (francès) régénérer la race française par la rééducation physique et morale des futures élites du pays qui a connu la défaite de 1870. | (català) regenerar la raça francesa mitjançant la reeducació física i moral de les futures elits del país que van viure la desfeta de 1870. | » |

 Tanmateix, el cos docent i els pares dels alumnes no el segueixen. Després es va unir a la República, alienant la seva família i el clan reialista. El 1888 va ser elegit al consell municipal de Mirville sense haver-se presentat, però aleshores va mostrar el seu desig de no perseverar en una carrera política: la pedagogia i l'esport es van convertir en els seus únics centres de desenvolupament.
El 12 de març de 1895, Pierre de Coubertin es va casar amb Marie Rothan -d'una família protestant alsaciana disposant del castell de Luttenbach, a la vall de Munster- a l'Església Catòlica de Saint-Pierre-de-Chaillot a París, casament seguit d'una cerimònia a l'església reformada. La seva història personal està llavors molt entrellaçada amb la de l'Olimpisme. L'any 1914, amb 51 anys, va entrar al servei de la nació però no va ser enviat al front, malgrat les seves reiterates peticions. Es posa a disposició de la Maison de la Presse creada per Philippe Berthelot on treballa cap a Amèrica Llatina. Al final de la guerra, el 1920, es va vendre l'hotel familiar de la rue Oudinot i Coubertin s'instal·là definitivament a Suïssa, primer a Lausana el 1922, després a Ginebra a partir del 1934. El 2 de setembre 1937, quan acabava de ser nomenat ciutadà honorari de Lausana, Pierre de Coubertin, arruïnat i amb un fill, Jacques, greument discapacitat, s'ensorra, víctima d'un infart en un carreró del Parc de La Grange, a Ginebra, a la riba esquerra del Llac Léman. El seu cos està enterrat a Lausana al cementiri de Bois-de-Vaux i el seu cor està enterrat prop del santuari d'Olímpia dins del monument commemoratiu de la renovació dels Jocs Olímpics, inaugurat en la seva presència el 1927.

### Esport francès
Per defensar les seves conviccions pedagògiques, Pierre de Coubertin va crear, l'1 de gener de 1888, un Comitè de propaganda dels exercicis físics en l'educació, presidit per Jules Simon, antic Ministre d'Instrucció Pública, antic President del Consell i membre de l'Acadèmia Francesa. Aquest comitè va dedicar una estona a organitzar jocs a l'Ecole Monge, després Coubertin va renunciar-hi per incorporar-se a la direcció de la Union des Sociétés Françaises de Sports Athlétiques (USFSA) des de la seva creació, el 20 de novembre de 1887. Contribueix especialment al desenvolupament de l'esport escolar. Per tal de promoure les seves conviccions, Coubertin va crear, el 1890, la Revue athlétique després Les sports athlétiques, abans de fusionar els dos títols. Va fer una crida a totes les persones de bona voluntat, en primer lloc a l'abat Didon a qui va conèixer el 2 de gener de 1891, mentre que durant dos anys va ser secretari general de la USFSA, es va acostar a les escoles parisenques per obtenir la seva adhesió a la seva organització. Va manllevar el lema olímpic, citius, altius, fortius, formalitzat al congrés de 1894. Aquest, declarat el 7 de març de 1891 en la forma citius, fortius, altius, a continuació, descriu el recorregut educatiu del College Albert-le-Grand d'Arcueil del qual Didon és rector: més ràpid (atlèticament), més fort (intel·lectualment i mentalment), més alt (espiritualment). Això correspon al seu propi sentiment que 
| « | l'esport i l'olimpisme haurien de ser el domini de l'esforç i la llibertat de l'excés | » |

 Les últimes sis línies de les “Memòries olímpiques” de Coubertin ho confirmen totalment.
També es va dedicar al rugbi arbitrant, en particular, la final del primer campionat francès el 20 de març de 1892. En aquesta ocasió, es dibuixa i ofereix el trofeu de l'esdeveniment, l'escut de Brennus, que porta el nom del seu director, Charles Brennus, gravador i també president de la comissió de rugbi de la USFSA i l'Sporting Club Universitaire de France (SCUF). Va ser amb motiu del cinquè congrés de la USFSA del 25 de novembre del mateix any que Coubertin va plantejar la idea de renovar els Jocs Olímpics. A partir de 1894 Coubertin descuida una mica les seves funcions com a secretari general a favor del desenvolupament de l'olimpisme. Aviat van aparèixer diferències d'opinió durant la preparació dels Jocs de París, que van provocar una primera ruptura el 1898. El 1907, davant les dificultats relacionals dins del comitè de direcció al mateix temps que Charles Simon, donava suport al Comitè Interfederal Francès (CFI) d'aquest últim i dotava el primer campionat de futbol amb un trofeu idèntic, ara el Trophée de France avui desaparegut. Posteriorment, Coubertin va reduir el seu compromís nacional amb la presidència del COF que va reconstituir per a cada Olimpíada fins a la declaració de guerra i es va dedicar íntegrament al Comitè Olímpic Internacional (COI) que va presidir des de 1896.

### Olimpisme
El ministre d'educació francès el va enviar als Estats Units perquè continués la seva investigació sobre els mètodes d'ensenyament. Veient la magnífica acceptació i el creixement de la pràctica esportiva, Pierre començà a somiar en unir en una competició als esportistes de tot el món, sota el signe de la unió i la germanor, sense ànim de lucre i només pel desig d'aconseguir la glòria, competir per competir i com ell deia: L'important és participar'. La idea de Coubertin semblava insensata i va xocar amb molta incomprensió.
Intentant convèncer a tots, va viatjar per tot el món parlant de pau, comprensió entre els homes i d'unió, mesclant tot amb la paraula Esport. Per fi, en l'última sessió del Congrés Internacional d'Educació Física que es va celebrar en la Sorbona de París, el 26 de juny de 1894, es decideix instituir els Jocs Olímpics.
Al Regne Unit, aquesta idea no és ben rebuda i l'opinió pública decideix quedar al marge. Alemanya va reaccionar intentant boicotejar els jocs. Grècia s'oposà, i el seu cap de govern, Tricoupis, va voler impedir la seva celebració, perquè aquell embolic sortia molt car al seu país, atès que Coubertin volia que els primers jocs de la història moderna es fessin a la capital hel·lena, bressol de la civilització que els havia creat.
Coubertin va aconseguir que el príncep hereu de Grècia, el Duc d'Esparta antecedís davant Guillem, emperador d'Alemanya, convencent als anglesos i al seu propi Govern. El príncep aconseguí que s'emetessin una sèrie de segells commemoratius per a aconseguir els diners per als jocs. A més, creà una subscripció pública amb tan bons resultats que aconseguí que Georgios Averof, un ric d'Alexandria, pagués les despeses de la reconstrucció de l'estadi olímpic d'Atenes.
El 24 de març de 1896, dia de Pasqua de Resurrecció, el Duc d'Esparta, després d'un discurs, descobreix l'estàtua del mecenes Averof. El rei Jordi de Grècia pronuncià per primera vegada les paraules rituals: Declaro obert els Primers Jocs Olímpics Internacionals d'Atenes.
Els Jocs Olímpics van ser inaugurats el 1896 i els Jocs Olímpics d'Hivern, el 1924. S'han celebrat anualment, excepte durant la Primera Guerra Mundial, la Segona Guerra Mundial i l'any 2020 a causa del virus SARS-CoV-2.
El Comitè Olímpic Internacional atorga una medalla olímpica especial anomenada medalla Pierre de Coubertin al mèrit esportiu.

## Obra literària
Pierre de Coubertin deixa unes 16,000 pàgines d'escrits impresos que inclouen 34 obres, 57 fulletons i 1224 articles actualment enumerats. Molts, de vegades també autobiogràfics, es relacionen amb la pedagogia; d'altres concerneixen la història política i un tercer grup, la tècnica esportiva. Moltes obres relacionades amb la història política van ser traduïdes aleshores a l'anglès o l'alemany.

### Pedagogia
- de Coubertin, Pierre. Hachette. L'éducation en Angleterre (en francès), 1888. OCLC 15215548. ;
- de Coubertin, Pierre. Nabu Press. L'éducation anglaise en France (en francès), 2010, p. 228. ISBN 978-1-147-79804-3. ;
- de Coubertin, Pierre. Hachette. Universités transatlantiques (en francès), 2010, p. 404. ISBN 978-1-148-39079-6. ;
- de Coubertin, Pierre. Félix Alcan. L'éducation des adolescents au siècle XX (en francès), 1905, p. 160. ;
- de Coubertin, Pierre. Félix Alcan. L'éducation des adolescents au siècle XX (en francès), 1906, p. 155. ;
- de Coubertin, Pierre. Éditions Jérôme Millon. Essais de psychologie sportive (en francès), 1992, p. 199. ISBN 978-2-905614-74-2. ;
- de Coubertin, Pierre. J. Vrin. Pédagogie sportive (en francès), 1922, p. 393. ISBN 978-2-7116-0160-8. ;
- de Coubertin, Pierre. Librairie de l'éducation physique. Une campagne de 21 ans (1887-1909) (en francès), 1909, p. 220. ;
- de Coubertin, Pierre. Paul Roubaud. Anthologie (en francès), 1933, p. 184. ;
- de Coubertin, Pierre. Éditions Revue EPS. Mémoires olympiques (en francès), 1996, p. 218. ISBN 978-2-86713-130-1. ;
- de Coubertin, Pierre. Nouveau Monde. Mémoires de jeunesse (en francès), 2012, p. 157. ISBN 978-2-84736-331-9..

### Història política
- Plon. L'évolution française sous la Troisième République, 1898. ;
- Lanier. La chronique de France, 1900. ISBN 978-1-146-84388-1. ;
- Imprimerie Deverver-Deweuve. L'avenir de L'Europe, 1910. ISBN 978-1-174-22494-2..

### Tècnica esportive
- Pierre de Coubertin Notes sur le football dans La Nature, revue des sciences et de leur application aux arts et à l'industrie del 8 maig 1897;
- Felix Alcan. La gymnastique utilitaire, 1905. ;
- de Coubertin, Pierre. Éditions de la Revue Olympique. Traité d'escrime équestre (en francès), 1906, p. 8..

### Publicacions estrangeres
- de Coubertin, Pierre. Thomas Y. Crowell. The evolution of France under the third republic (en anglès), 1897, p. 430. ISBN 1-112-10463-1. OCLC 1408881. ;
- de Coubertin, Pierre. The Macmillan co. France since 1814 (en anglès), 1900. ISBN 1-246-61323-9. ;
- de Coubertin, Pierre. England and France. 1.Conditions of Franco-British peace. 2.A general Treaty of Arbitration between Great Britain and France (en anglès), 1901. ;
- de Coubertin, Pierre. Limpert. Olympische Erinnerungen (en alemany), 1959, p. 222. ISBN 3328001786. OCLC 603742527.